# Lauben (Unterallgäu)
Lauben település Németországban, azon belül Bajorországban. Lakosainak száma 1411 fő (2023. december 31.). Lauben Kempten községgel határos.

## Népesség
A település népessége az elmúlt években az alábbi módon változott:
| Lakosok száma | 497  | 805  | 617  | 1168 | 1319 | 1332 | 1370 | 1353 | 1373 | 1411 |
|               | 1875 | 1950 | 1975 | 1987 | 2012 | 2014 | 2016 | 2017 | 2021 | 2023 |